# ديفيد بروس سميث
ديفيد بروس سميث (بالإنجليزية: David Smith)‏ هو ناشر ومؤلف أمريكي، ولد في 16 ديسمبر 1958.